# توم بوكنر
توم بوكنر (بالإنجليزية: Tom Buckner) هو منافس ألعاب قوى بريطاني، ولد في 16 أبريل 1963.

## وصلات خارجية
- توم بوكنر على موقع الاتحاد الدولي لألعاب القوى (الإنجليزية)
- توم بوكنر على موقع أوليمبيديا (الإنجليزية)